# SWS
SWS je česká obchodní firma sídlící ve Slušovicích. Je jedním z mála úspěšných nástupců proslulého družstevního gigantu JZD Agrokombinát Slušovice. Zabývá se distribucí informačních technologií, zastupuje na českém trhu asi 80 světových značek. V roce 2015 šlo o padesátou největší českou firmu, s tržbami přes 10 miliard korun ročně.
Firma vznikla roce 1991, jako SWS Software ve formě společnosti s ručením omezeným. Ihned uzavřela významnou smlouvu o spolupráci s firmou Microsoft. Brzy následovaly další firmy – IBM, Sony, Nikon atd. V roce 1996 změnila formu na akciovou společnost a název byl zkrácen na SWS.